# المخرم (بيشة)
المخرم وهي قرية من قرى محافظة بيشة التابعة إلى منطقة عسير في المملكة العربية السعودية.

## التسمية والموقع
المَخْرَم بفتح الميم وتسكين الخاء وفتح الراء و ميم، هي قرية كبيرة تقع شمال وادي تبالة على بعد أقل من 0.5 كيلو متر، وهي قاعدة قبيلة اكلب ومركز قرية الثنية الإداري والخدمات الحكومية تتبع محافظة بيشة إلى مدينة سبت العلاية ويسكن المخرم آل بالشنين من اكلب، وتبعد القرية عن مدينة بيشة باتجاه الغرب حوالي 42 كيلو متر وعن مركز تبالة باتجاه الشرق حوالي 10 كيلو متر ويمر منها الطريق الذي يصل بين تبالة وبيشة.
وتضم القرية عددا من المدارس والمساجد ومركزاً أمنياً للشرطة